# Fox Box
Fox Box foi um bloco exibido nas manhãs da FOX substituindo o Fox Kids e sendo substituído pelo 4Kids TV.
este bloco era derivado da parceria da Fox com a 4Kids Entertainment que foi produzido até 2005, quando a mesma assumiu a atração sozinha e deu origem ao 4Kids TV.
1. ↑  «Fox Ends Saturday-Morning Cartoons». The New York Times (em inglês). 24 de novembro de 2008. ISSN 0362-4331
2. ↑  «Wayback Machine» (PDF). web.archive.org. 14 de junho de 2006. Consultado em 24 de maio de 2019
3. ↑  «web.archive.org/web/20090227133036/app.quotemedia.com/d…». archive.fo. 27 de fevereiro de 2009. Consultado em 24 de maio de 2019
4. ↑  «Wayback Machine» (PDF). web.archive.org. 14 de junho de 2006. Consultado em 24 de maio de 2019